# Trypanosyllis
Trypanosyllis is een geslacht van borstelwormen uit de familie van de Syllidae.

## Soorten
- Ondergeslacht Trypanosyllis (Trypanosyllis)
  - Trypanosyllis (Trypanosyllis) coeliaca Claparède, 1868
  - Trypanosyllis (Trypanosyllis) hawaiiensis Hartmann-Schröder, 1978
- Trypanosyllis aeolis Langerhans, 1879
- Trypanosyllis agilis (Verrill, 1882)
- Trypanosyllis ankyloseta Day, 1960
- Trypanosyllis attenuata Verrill, 1900
- Trypanosyllis aurantiacus Nogueira & Fukuda, 2008
- Trypanosyllis bidentata Hartman, 1967
- Trypanosyllis brevicirrata Uschakov, 1950
- Trypanosyllis californiensis Álvarez-Campos & Rouse in Álvarez-Campos, Giribet, San Martín, Rouse & Riesgo, 2017
- Trypanosyllis complanata (Treadwell, 1901)
- Trypanosyllis cristoboi Álvarez-Campos, Taboada, San Martín, Leiva & Riesgo, 2018
- Trypanosyllis crosslandi Potts, 1911
- Trypanosyllis devae Álvarez-Campos, Taboada, San Martín, Leiva & Riesgo, 2018
- Trypanosyllis didenkai Averincev, 1972
- Trypanosyllis dollfusi (Fauvel, 1933)
- Trypanosyllis estebani Álvarez-Campos, Taboada, San Martín, Leiva & Riesgo, 2018
- Trypanosyllis foliosa Imajima, 2003
- Trypanosyllis gemmulifera Augener, 1918
- Trypanosyllis gigantea (McIntosh, 1885)
- Trypanosyllis ingens Johnson, 1902
- Trypanosyllis inglei Perkins, 1981
- Trypanosyllis intermedia Moore, 1909
- Trypanosyllis kalkin Álvarez-Campos & Verdes in Álvarez-Campos, Giribet, San Martín, Rouse & Riesgo, 2017
- Trypanosyllis krohnii Claparède, 1864
- Trypanosyllis leivai Álvarez-Campos, Riesgo & San Martín in Álvarez-Campos, Giribet, San Martín, Rouse & Riesgo, 2017
- Trypanosyllis luquei Álvarez-Campos & Verdes in Álvarez-Campos, Giribet, San Martín, Rouse & Riesgo, 2017
- Trypanosyllis luzonensis (Pillai, 1965)
- Trypanosyllis mercedesae Lucas Rodríguez, San Martín & Fiege, 2019
- Trypanosyllis microdenticulata Salcedo Oropeza, San Martín & Solís-Weiss, 2011
- Trypanosyllis migueli Álvarez-Campos, Taboada, San Martín, Leiva & Riesgo, 2018
- Trypanosyllis parazebra Hartmann-Schröder, 1965
- Trypanosyllis parvidentata Perkins, 1981
- Trypanosyllis prampramensis Augener, 1918
- Trypanosyllis sanchezi Álvarez-Campos, Taboada, San Martín, Leiva & Riesgo, 2018
- Trypanosyllis sanmartini Çinar, 2007
- Trypanosyllis savagei Perkins, 1981
- Trypanosyllis striata Perejaslavtseva, 1891
- Trypanosyllis taboadai Álvarez-Campos, Riesgo & San Martín in Álvarez-Campos, Giribet, San Martín, Rouse & Riesgo, 2017
- Trypanosyllis taeniaeformis (Haswell, 1886)
- Trypanosyllis tenella Verrill, 1900
- Trypanosyllis troll Ramos, San Martín & Sikorski, 2010
- Trypanosyllis vittigera Ehlers, 1887
- Trypanosyllis zebra (Grube, 1860)

### Synoniemen
- Trypanosyllis coeliaca Claparède, 1868 => Trypanosyllis (Trypanosyllis) coeliaca Claparède, 1868
- Trypanosyllis (Trypanoseta) ohma Imajima & Hartman, 1964 => Haplosyllis ohma (Imajima & Hartman, 1964)
- Trypanosyllis (Trypanedenta) Imajima & Hartman, 1964 => Trypanedenta Imajima & Hartman, 1964
- Trypanosyllis (Trypanedenta) taeniaformis (Haswell, 1886)
- Trypanosyllis (Trypanedenta) gemmipara Johnson, 1901 => Trypanedenta gemmipara (Johnson, 1901)
- Trypanosyllis (Trypanobia) Imajima & Hartman, 1964 => Trypanobia Imajima & Hartman, 1964
- Trypanosyllis (Trypanobia) foliosa Imajima, 2003
- Trypanosyllis (Trypanobia) asterobia Okada, 1933 => Trypanobia asterobia (Okada, 1933)
- Trypanosyllis (Trypanobia) depressa (Augener, 1913) => Trypanobia depressa (Augener, 1913)
- Trypanosyllis adamanteus Treadwell, 1914 => Syllis adamantea (Treadwell, 1914)
- Trypanosyllis asterobia Okada, 1933 => Trypanobia asterobia (Okada, 1933)
- Trypanosyllis fertilis Verrill, 1900 => Syllis corallicola Verrill, 1900
- Trypanosyllis gemmipara Johnson, 1901 => Trypanedenta gemmipara (Johnson, 1901)
- Trypanosyllis misakiensis Izuka, 1906 => Trypanosyllis aeolis Langerhans, 1879
- Trypanosyllis occipitalis Hutton, 1904 in Augener, 1913 => Odontosyllis polycera (Schmarda, 1861)
- Trypanosyllis picta (Kinberg, 1866) => Syllis picta (Kinberg, 1866)
- Trypanosyllis richardi Gravier, 1900 => Trypanosyllis taeniaeformis (Haswell, 1886)
- Trypanosyllis rosea (Grube, 1863) => Trypanosyllis (Trypanosyllis) coeliaca Claparède, 1868
- Trypanosyllis uncinigera Hartmann-Schröder, 1960 => Branchiosyllis exilis (Gravier, 1900)